# Цезар
Цезар или кесар (лат. Caesar, грч.  []) је била једна од највиших римских и византијских титула, која се користила још од римског доба. Церемонија уздизања појединца у ранг цезара, описана је у спису „О Церемонијама“, византијског писца и цара Константина Порфирогенита (913—959), а њена званична инсигнија био је венац без крста. Ова титула коришћена је и у средњовековној Србији, у облику кесар или ћесар.

## Титула цезара у Византији
Титула цезара је у првобитно коришћена за самог цара. Од времена цара Диоклецијана (284—305), она се користи да означи младог цара и све до XI века, додељивана је, готово искључиво, уз неколико изузетака, царевим синовима.
Крајем XI века, почетком владавине цара Алексија I Комнина (1081—1118), значај титуле цезара је опао, увођењем титуле севастократора, која је, у хијерархијском смислу, била изнад ње. Касније се, по значају, помиње између титула севастократора и великог доместика, а од XIV века се титула цезара додељује углавном страним племићима околних држава, попут Влашке, Тесалије и Србије.